# Being Flynn
Being Flynn (br: A Família Flynn; pt: Mais Uma Noite de Merda Nesta Cidade da Treta) é um filme estadunidense de 2012 sobre um reencontro familiar com Robert De Niro, Julianne Moore, e Paul Dano. Baseado no livro Another Bullsh*t Night in Suck City, de Nick Flynn, tem Direção e Roteiro de Paul Weitz.

## Sinopse
Nick (Paul Dano) é um aspirante a escritor, que vê a sua vida rodeada de grande instabilidade, com a prisão do seu pai (Robert De Niro), a morte da mãe Jody (Julianne Moore), e devido ao facto de não ter uma casa em condições.

## Elenco
- Robert De Niro ... Jonathan Flynn
- Julianne Moore ... Jody Flynn
- Paul Dano .., Nick Flynn
- Liam Broggy  ... Nick (Jovem)
- Olivia Thirlby ... Denise
- Lili Taylor ... Joy
- Dale Dickey ... Marie
- Victor Rasuk ... Gabriel
- Wes Studi ... The Captain